# Haltestellenbremse
Als Haltestellenbremse bezeichnet man bei Bussen eine Bremsfunktion, die mit einem fest eingestellten Druck auf die Membranzylinder der Hinterachse wirkt. Auch das Bremsen der Vorder- und Hinterachse ist möglich. Diese Funktion ermöglicht ein schnelleres Lösen der Bremse, als dies bei der Feststellbremse der Fall ist. Bei Linienbussen, die oft mit automatischen Getrieben ausgerüstet sind, wirkt die Haltestellenbremse oft als Bandbremse auf die Abtriebswelle des Getriebes.
Eine Haltestellenbremse wird auch in Müllfahrzeugen verwendet.

## Funktion
Um die Haltestellenbremse einzulegen, betätigt der Fahrer einen Schalter am Armaturenbrett. Dadurch wird der Magnet eines elektropneumatischen 2/2-Wegeventils aktiviert. Über einen Druckminderer wird Druckluft mit zirka 4 bar zu den Membranzylindern der Hinterachse geleitet. Zum Lösen wird der Schalter geöffnet und das Magnetventil schaltet um. Die Druckluft kann nun über ein Schnelllöseventil entweichen, was sich durch ein Zischen bemerkbar macht.

## Koppelung mit anderen Systemen
In neueren Fahrzeugen besteht eine Koppelung von Türsteuerung und Bremsen dergestalt, dass sich die Bremsen des Busses nicht lösen lassen, solange noch Türen offen (bzw. freigegeben) sind. Auch wird die Haltestellenbremse eingeschaltet, wenn die Kneelingfunktion der elektronisch gesteuerten Luftfederung genutzt wird, oder wenn bei einem Gelenkzug die Knickschutzeinrichtung anspricht (insbesondere beim Rückwärtsrangieren). Bei neueren Systemen wird das Fahrzeug nicht abrupt zum Stillstand gebracht, sondern lediglich die Geschwindigkeit gedrosselt.
Der Vorteil der größeren Sicherheit für die Reisenden bringt den Nachteil mit sich, dass diese Einrichtung bei einer Türstörung vorübergehend das gesamte Fahrzeug lahmlegt. Die Haltestellenbremse kann jedoch über einen verplombten Notlöseschalter gelöst werden. Auch können die Türen während der Fahrt nicht offen bleiben, wie es in heißen Gegenden zur besseren Kühlung des Fahrzeuginneren oft praktiziert wurde.